# 硫酸セシウム
硫酸セシウム（りゅうさんセシウム、caesium sulfate/cesium sulfate）は組成式Cs2SO4で表されるセシウムの硫酸塩である。

## 製法
炭酸セシウムを希硫酸に溶解し、濃縮すると結晶が析出する。
{\displaystyle {\ce {Cs2CO3\ + H2SO4 -> Cs2SO4\ + CO2\ + H2O}}}
また塩化セシウムに硫酸を加えて蒸発乾固し塩化水素を追い出すと得られる。
{\displaystyle {\ce {2CsCl\ + H2SO4 -> Cs2SO4\ + 2HCl}}}

## 性質
無色結晶であり水に易溶であるが、エタノール、アセトンおよびジエチルエーテルにはほとんど不溶である。水に対する溶解度は硫酸カリウム＜硫酸ルビジウム＜硫酸セシウムと増大する。
室温では斜方晶系の結晶であり、その格子定数はa=6.24Å、b=10.92Å、c=8.22Åであり、単位格子中に8個のセシウムイオンと4個の硫酸イオンが含まれる。また600℃以上では六方晶系に相転移する。
アルミニウム(III)、ガリウム(III)、マンガン(III)など3価の金属イオンと複塩（明礬）CsM(SO4)2·12H2Oを形成する。

## 用途
硫酸セシウム濃厚溶液は比較的密度が高いため平衡密度勾配遠心法による物質の分離用の重液として用いられる。硫酸セシウム水溶液の密度は25℃で10%ではd = 1.0856、20%ではd = 1.1897である。